# Peleg Arnold

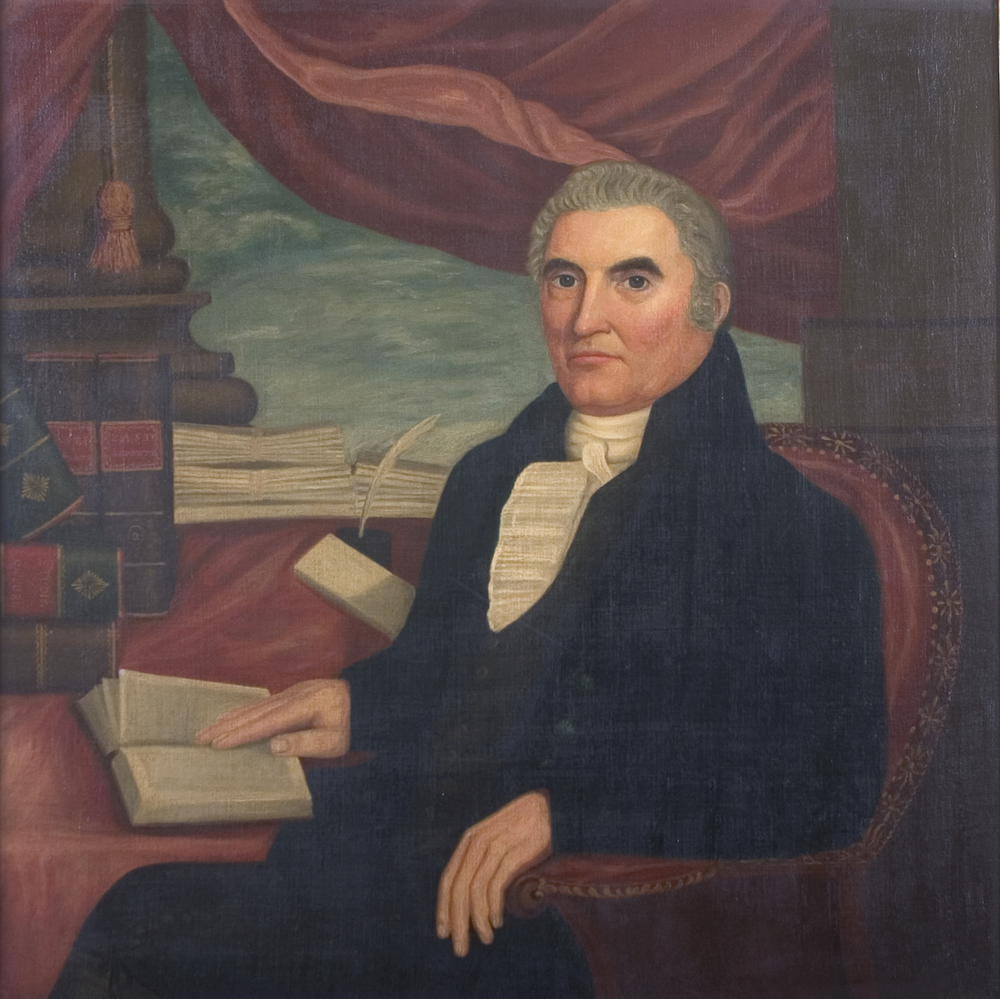
Peleg Arnold (Gemälde von 1815)

Peleg Arnold (* 10. Juni 1751 in Smithfield, Colony of Rhode Island and Providence Plantations; † 13. Februar 1820 ebenda) war ein US-amerikanischer Jurist und Politiker. In den Jahren 1787 und 1788 war er Delegierter für Rhode Island im Kontinentalkongress.

## Werdegang
Peleg Arnold besuchte die öffentlichen Schulen seiner Heimat und studierte danach an der Brown University. Nach einem Jurastudium und seiner Zulassung als Rechtsanwalt begann er in diesem Beruf zu arbeiten. Er schloss sich der Revolutionsbewegung an und gehörte von 1777 bis 1778 sowie von 1782 bis 1783 dem Repräsentantenhaus von Rhode Island an. Während des Unabhängigkeitskrieges  war er Oberst in der Miliz des Providence County. Außerdem vertrat er Rhode Island von 1787 bis 1788 im Kontinentalkongress. In den 1790er Jahren kandidierte er zwei Mal erfolglos für das US-Repräsentantenhaus. Dabei schloss er sich der von Thomas Jefferson gegründeten Demokratisch-Republikanischen Partei an. Zwischen 1795 und 1809 sowie nochmals von 1810 bis 1812 war er als Chief Justice Vorsitzender Richter am Rhode Island Supreme Court. Zwischen 1817 und 1819 saß er erneut als Abgeordneter im Staatsparlament.
Neben seiner politischen Tätigkeit und seiner Anwaltspraxis war Arnold gleichzeitig noch in anderen Bereichen tätig. So betrieb er in Smithfield das Gasthaus Peleg Arnold Tavern, das noch heute steht und im National Register of Historic Places eingetragen ist. Außerdem arbeitete er im Bankgewerbe. Im Jahr 1803 wurde er Präsident der Smithfield Union Bank und 1810 wurde er Leiter der Smithfield Academy. Als Gegner der Sklaverei gehörte er zu den Gründern der Gesellschaft zur Abschaffung dieser Institution (Providence Society for the Abolition of Slavery). Peleg Arnold starb am 13. Februar 1820 in seinem Heimatort Smithfield.